# Diógenes Andrade
Diógenes Andrade (Lara, 29 de abril de 1948) es un dirigente y político venezolano, quien fue diputado a la Asamblea Nacional en 2011-2016 por el estado Mérida con el Partido Socialista Unido de Venezuela (PSUV).
Fue dirigente estudiantil en la Universidad de Los Andes. Durante su tiempo como diputado le dio un «microfonazo» al diputado Williams Dávila en la Asamblea Nacional.
En 2021 criticó la venta del Hotel Venetur a Alex Cabrera «por tener real» para ponerlo a funcionar, considerando una falta de respeto la venta inconsulta de este y definiendo al PSUV como «un partido de mandaderos» donde «ellos deciden e informan lo que debemos hacer».